# Aprenentatge basat en errors
En l'aprenentatge de reforç, l'aprenentatge basat en errors és un mètode per ajustar els paràmetres d'un model (agent intel·ligent) basat en la diferència entre els seus resultats de sortida i la veritat del terreny. Aquests models destaquen perquè depenen de la retroalimentació ambiental, més que d'etiquetes o categories explícites. Es basen en la idea que l'adquisició del llenguatge implica la minimització de l'error de predicció (MPSE). Aprofitant aquests errors de predicció, els models refinan constantment les expectatives i disminueixen la complexitat computacional. Normalment, aquests algorismes són operats per l'algoritme GeneRec.
L'aprenentatge basat en errors té aplicacions generalitzades en ciències cognitives i visió per computador. Aquests mètodes també han trobat una aplicació exitosa en el processament del llenguatge natural (NLP), incloent àrees com l'etiquetatge de part de la parla, anàlisi, reconeixement d'entitats anomenades (NER), traducció automàtica (MT), reconeixement de veu (SR), i sistemes de diàleg.

## Definició formal
Els models d'aprenentatge basats en errors són aquells que es basen en la retroalimentació dels errors de predicció per ajustar les expectatives o els paràmetres d'un model. Els components clau de l'aprenentatge basat en errors inclouen els següents:
- Un conjunt {\displaystyle S} d'estats que representen les diferents situacions amb què es pot trobar l'aprenent.
- Un conjunt {\displaystyle A} d'accions que l'aprenent pot dur a terme en cada estat.
- Una funció de predicció {\displaystyle P(s,a)} que ofereix la predicció actual de l'alumne del resultat de l'acció {\displaystyle a} en estat {\displaystyle s}.
- Una funció d'error {\displaystyle E(o,p)} que compara el resultat real {\displaystyle o} amb la predicció {\displaystyle p} i produeix un valor d'error.
- Una regla d'actualització {\displaystyle U(p,e)} que ajusta la predicció {\displaystyle p} a la llum de l'error {\displaystyle e}.[5]

## Algorismes
Els algorismes d'aprenentatge basats en errors fan referència a una categoria d'algoritmes d'aprenentatge de reforç que aprofiten la disparitat entre la sortida real i la sortida esperada d'un sistema per regular els paràmetres del sistema. Aplicats habitualment en l'aprenentatge supervisat, aquests algorismes es proporcionen amb una col·lecció de parells d'entrada-sortida per facilitar el procés de generalització.
L'algorisme d'aprenentatge de retropropagació d'errors àmpliament utilitzat es coneix com GeneRec, un algorisme de recirculació generalitzat emprat principalment per a la predicció de gens en seqüències d'ADN. Molts altres algorismes d'aprenentatge basats en errors es deriven de versions alternatives de GeneRec.

## Aplicacions

### Ciència cognitiva
Els models d'aprenentatge basats en errors més senzills capturen eficaçment fenòmens cognitius humans complexos i anticipen comportaments difícils. Proporcionen un mecanisme flexible per modelar el procés d'aprenentatge del cervell, que inclou la percepció, l'atenció, la memòria i la presa de decisions. Mitjançant l'ús dels errors com a senyals de guia, aquests algorismes s'adapten adequadament a les demandes i objectius ambientals canviants, capturant regularitats i estructura estadístiques.
A més, la ciència cognitiva ha donat lloc a la creació de nous algorismes d'aprenentatge basats en errors que són tant biològicament acceptables com computacionalment eficients. Aquests algorismes, incloses les xarxes de creences profundes, les xarxes neuronals d'encreuament i la informàtica de reservori, segueixen els principis i les limitacions del cervell i del sistema nerviós. El seu objectiu principal és capturar les propietats emergents i la dinàmica dels circuits i sistemes neuronals.

### Visió per computador
La visió per ordinador és una tasca complexa que implica comprendre i interpretar dades visuals, com ara imatges o vídeos.
En el context de l'aprenentatge basat en errors, el model de visió per computador aprèn dels errors que comet durant el procés d'interpretació. Quan es troba un error, el model actualitza els seus paràmetres interns per evitar cometre el mateix error en el futur. Aquest procés repetit d'aprenentatge dels errors ajuda a millorar el rendiment del model al llarg del temps.
Perquè la PNL tingui un bon rendiment en visió per ordinador, utilitza tècniques d'aprenentatge profund. Aquesta forma de visió per ordinador de vegades s'anomena visió neuronal per ordinador (NCV), ja que fa ús de xarxes neuronals. Per tant, NCV interpreta les dades visuals basant-se en un enfocament estadístic, d'assaig i error i pot tractar el context i altres subtileses de les dades visuals.

### Processament del llenguatge natural

#### Etiquetatge de part del discurs
L'etiquetatge de part de la veu (POS) és un component crucial en el processament del llenguatge natural (NLP). Ajuda a resoldre l'ambigüitat del llenguatge humà a diferents nivells d'anàlisi. A més, la seva sortida (dades etiquetades) es pot utilitzar en diverses aplicacions de PNL, com ara l'extracció d'informació, la recuperació d'informació, la resposta a preguntes, l'eecognició de la parla, la conversió de text a veu, l'anàlisi parcial i la correcció gramatical.

#### Anàlisi
L'anàlisi en PNL implica descompondre un text en trossos més petits (frases) basant-se en regles gramaticals. Si una frase no es pot analitzar, pot contenir errors gramaticals.
En el context de l'aprenentatge basat en errors, l'analitzador aprèn dels errors que comet durant el procés d'anàlisi. Quan es troba un error, l'analitzador actualitza el seu model intern per evitar cometre el mateix error en el futur. Aquest procés iteratiu d'aprenentatge dels errors ajuda a millorar el rendiment de l'analitzador al llarg del temps.
En conclusió, l'aprenentatge basat en errors juga un paper crucial en la millora de la precisió i l'eficiència dels analitzadors NLP, ja que els permet aprendre dels seus errors i adaptar els seus models interns en conseqüència.

#### Reconeixement d'entitats anomenades (NER)
El NER és la tasca d'identificar i classificar entitats (com persones, ubicacions, organitzacions, etc.) en un text. L'aprenentatge basat en errors pot ajudar el model a aprendre dels seus falsos positius i falsos negatius i millorar-ne la memòria i la precisió (NER).
En el context de l'aprenentatge basat en errors, la importància del NER és força profunda. Els mètodes tradicionals d'etiquetatge de seqüències identifiquen les entitats imbricades capa per capa. Si es produeix un error en el reconeixement d'una entitat interna, pot provocar una identificació incorrecta de l'entitat externa, provocant un problema conegut com a propagació d'errors d'entitats imbricades.
Aquí és on el paper del NER esdevé crucial en l'aprenentatge basat en errors. En reconèixer i classificar les entitats amb precisió, pot ajudar a minimitzar aquests errors i millorar la precisió general del procés d'aprenentatge. A més, els mètodes NER basats en l'aprenentatge profund han demostrat ser més precisos, ja que són capaços d'assemblar paraules, cosa que els permet entendre millor la relació semàntica i sintàctica entre diverses paraules.

#### Traducció automàtica
La traducció automàtica és una tasca complexa que implica convertir text d'un idioma a un altre. En el context de l'aprenentatge basat en errors, el model de traducció automàtica aprèn dels errors que comet durant el procés de traducció. Quan es troba un error, el model actualitza els seus paràmetres interns per evitar cometre el mateix error en el futur. Aquest procés iteratiu d'aprenentatge dels errors ajuda a millorar el rendiment del model al llarg del temps.

#### Reconeixement de la parla
El reconeixement de la parla és una tasca complexa que implica convertir el llenguatge parlat en text escrit. En el context de l'aprenentatge basat en errors, el model de reconeixement de veu aprèn dels errors que comet durant el procés de reconeixement. Quan es troba un error, el model actualitza els seus paràmetres interns per evitar cometre el mateix error en el futur. Aquest procés iteratiu d'aprenentatge dels errors ajuda a millorar el rendiment del model al llarg del temps.

#### Sistemes de diàleg
Els sistemes de diàleg són una tasca popular de PNL, ja que tenen aplicacions prometedores de la vida real. També són tasques complicades, ja que hi ha moltes tasques de PNL que mereixen estudi.
En el context de l'aprenentatge basat en errors, el sistema de diàleg aprèn dels errors que comet durant el procés de diàleg. Quan es troba un error, el model actualitza els seus paràmetres interns per evitar cometre el mateix error en el futur. Aquest procés iteratiu d'aprenentatge dels errors ajuda a millorar el rendiment del model al llarg del temps.

## Avantatges
L'aprenentatge basat en errors té diversos avantatges respecte a altres tipus d'algorismes d'aprenentatge automàtic:
- Poden aprendre dels comentaris i corregir els seus errors, cosa que els fa adaptatius i robusts al soroll i als canvis en les dades.
- Poden gestionar conjunts de dades grans i d'alta dimensió, ja que no requereixen enginyeria de característiques explícita ni coneixements previs de la distribució de dades.
- Poden aconseguir una gran precisió i rendiment, ja que poden aprendre relacions complexes i no lineals entre l'entrada i la sortida.[19]

## Limitacions
Tot i que l'aprenentatge basat en errors té els seus avantatges, els seus algorismes també tenen les següents limitacions:
- Poden patir un sobreajustament, la qual cosa significa que memoritzen les dades d'entrenament i no generalitzen a dades noves i no vistes. Això es pot mitigar utilitzant tècniques de regularització, com ara afegir un terme de penalització a la funció de pèrdua o reduir la complexitat del model.[20]
- Poden ser sensibles a l'elecció de la funció d'error, la taxa d'aprenentatge, la inicialització dels pesos i altres hiperparàmetres, que poden afectar la convergència i la qualitat de la solució. Això requereix una sintonització i experimentació acuradas, o utilitzar mètodes adaptatius que ajusten els hiperparàmetres automàticament.
- Poden ser computacionalment costosos i consumir temps, especialment per als models no lineals i profunds, ja que requereixen múltiples iteracions (repeticions) i càlculs per actualitzar els pesos del sistema. Això es pot alleujar utilitzant la informàtica paral·lela i distribuïda, o utilitzant maquinari especialitzat com ara GPU o TPU.[21]